# ریور بالدر
ریور بالدر (به انگلیسی: River Balder) رودخانه‌ای است که در انگلستان جریان دارد.